# Bureau de poste de la rue Toronto
Le Bureau de poste de la rue Toronto est un immeuble en pierre de trois étages situé 10 Toronto street à Toronto; c'est l'ancien bureau de poste de la ville, et aussi l'ancienne banque du Canada.
En architecture style Greek Revival, il a été construit en 1853 par les architectes Frederick William Cumberland (en) et William George Storm (en), et reconnu en tant que lieu historique national du Canada en 1958.